# Capella Sant Josep del col·legi Sant Pau de Lilla
La capella Sant Josep del col·legi Sant Pau de Lilla fou una capella situada al carrer Colson, al barri de Vauban, a Lilla (Lille en francès), dins el recinte del col·legi Sant Pau.
Aquesta capella construïda pels Jesuïtes va adquirir una certa notorietat al final dels anys 2010 quan va ser amenaçada de destrucció a petició de la federació d'escoles d'enginyers de la Universitat Catòlica de Lilla, HEI (en francès, École des hautes études d'ingénieur, Escola dels estudis superiors d'enginyeria), ISA Lille - Junia i ISEN.
Tot i les protestes, el ministeri de cultura va rebutjar classificar-la com a monument històric.

## Història
Aquesta capella és obra de l'arquitecte Auguste Mourcou.
Tot i les protestes de certes personalitats i de militants polítics, la capella fou destruïda el febrer de 2021.